# Drumbooth
Ein Drumbooth ist ein spezieller Aufnahmeraum zur Musikproduktion. 
Es handelt sich in der Regel um einen sehr kleinen Raum, der sich durch eine besonders aggressive Akustik auszeichnet. Diese verleiht den Instrumenten eine klangliche Durchsetzungsfähigkeit. Die Konstruktion folgt meist einem Raum-in-Raum-Konzept. D.h. das Drumbooth ist dann ein kleiner abgetrennter Aufnahmeraum innerhalb eines Größeren. Das Drumbooth dient speziell der Aufnahme von Schlagzeug, darüber hinaus verwendet man es auch zur Aufnahme von E-Gitarren.